# Thanapati
Thanapati (Nepali थानपति) ist ein Village Development Committee (VDC) in Nepal im Distrikt Nuwakot.
Das VDC Thanapati erstreckt sich über die Hügellandschaft südlich des Likhu Khola 15 km ostsüdöstlich von Bidur.

## Einwohner
Bei der Volkszählung 2011 hatte das VDC Thanapati 2831 Einwohner (davon 1363 männlich) in 626 Haushalten.